# Maison du Festival Rio Tinto Alcan

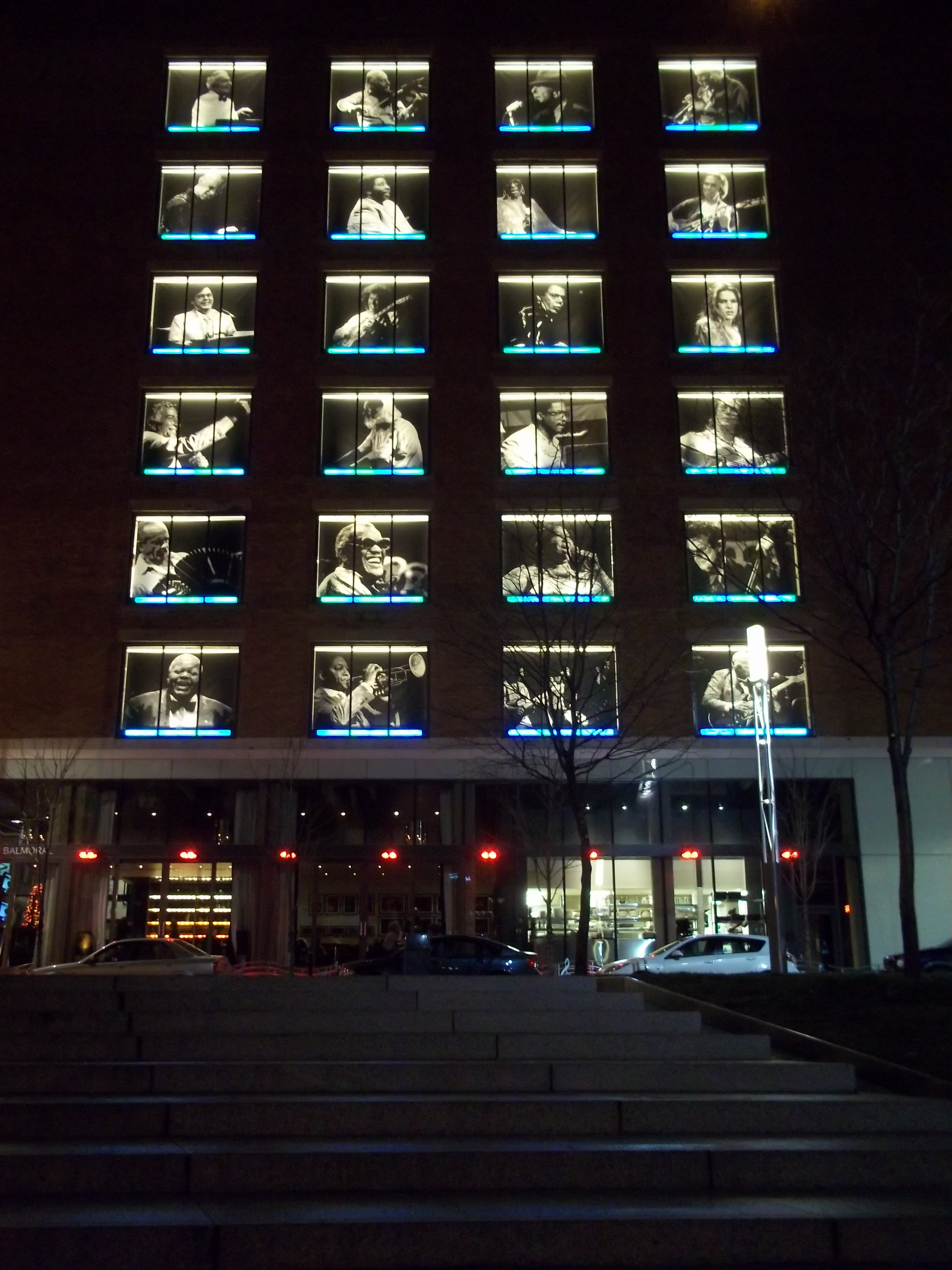
Côté est, la nuit ; les fenêtres sont ornées de portraits de musiciens

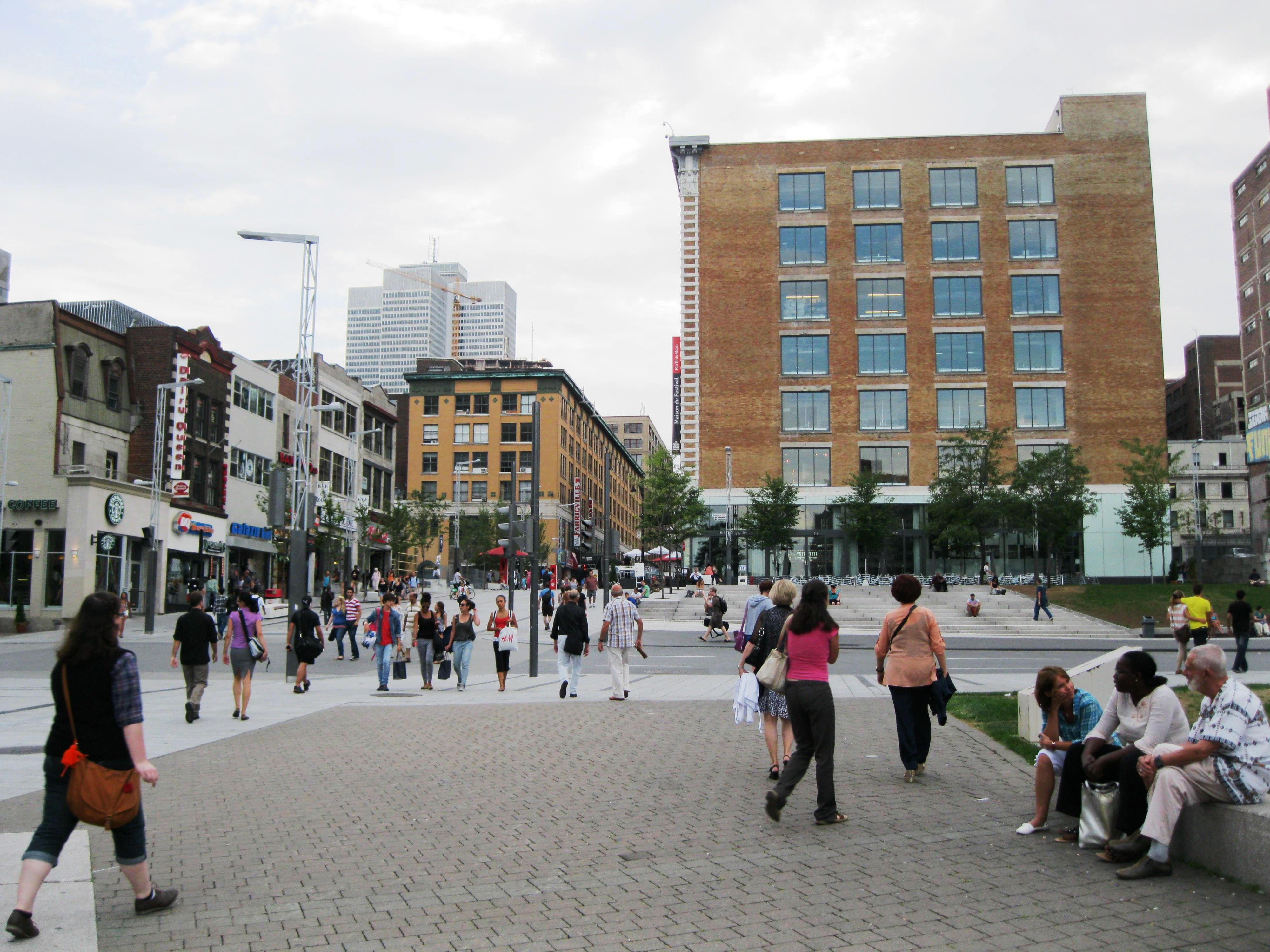
La Maison, vue de la Place des Arts

La Maison du Festival Rio Tinto Alcan (anciennement l'édifice Blumenthal) est un complexe culturel situé à Montréal, au 305 rue Sainte-Catherine ouest.
La façade en terre cuite de ce bâtiment de 1910, dans le style de l'École de Chicago, est protégé comme bien patrimonial.

## Description
L'ouverture officielle a eu lieu le 30 juin 2009 par un spectacle d'Oliver Jones dans la salle l'Astral. La salle de spectacle a depuis été renommée « Le Studio TD ». Le complexe est aménagé sur la rue Sainte-Catherine ouest dans l’édifice Blumenthal, voisin de la nouvelle place des Festivals à Montréal.
L’édifice regroupe sous un même toit une salle de spectacle, un bistro, des salles d'exposition, un centre de documentation audiovisuelle et les services liés à la production du Festival international de jazz de Montréal. 
Le gouvernement du Québec, le Gouvernement du Canada et L'Équipe Spectra ont financé le projet évalué à 15 millions $ CA. Le Groupe Rio Tinto Alcan en est le principal commanditaire.
Le Studio TD (anciennement L'Astral) est la salle de spectacle de la Maison du Festival. Cet endroit de type cabaret permet de présenter les meilleurs concerts à longueur d’année. Elle comprend 350 places assises en formule cabaret et 600 places debout.